# Greenland (Freizeitpark)
Koordinaten: 32° 59′ 15″ N, 130° 27′ 52″ O
Greenland (japanisch グリーンランド) ist ein japanischer Freizeitpark in Arao, Kumamoto, der 1966 als Mitsui Greenland (japanisch 三井グリーンランド) eröffnet wurde. Die Umbenennung in Greenland fand 2007 statt.

## Liste der Achterbahnen
| Name                                               | Typ                                                   | Hersteller                | Eröffnungsjahr   |
| -------------------------------------------------- | ----------------------------------------------------- | ------------------------- | ---------------- |
| Blackhole Coaster / ブラックホールコースター       | Dunkelachterbahn, Powered Coaster, Familienachterbahn | Zamperla                  | 2007             |
| Gao / ガオー                                       | Stahlachterbahn ohne Inversionen                      | Meisho Amusement Machines | 1983 oder früher |
| Grampus Jet / グランパスジェット                   | Suspended Coaster                                     | Vekoma                    | 1994             |
| Ladybird / てんとう虫コースター                    | Powered Coaster, Kinderachterbahn                     | unbekannt                 | 2005 oder früher |
| Milky Way / ミルキーウェイ                         | Stand-Up Coaster, Racing Roller Coaster               | Togo                      | 1991             |
| Nio / ニオー                                       | Inverted Coaster                                      | Vekoma                    | 1997             |
| Sphinx / スフィンクスコースター                    | Familienachterbahn                                    | unbekannt                 | 1993             |
| Spin Mouse / スピンマウス                          | Wilde Maus, Spinning Coaster                          | Reverchon                 | 1998             |
| Ultra Twister Megaton / ウルトラツイスターメガトン | Pipeline Coaster                                      | Togo                      | 1994             |

### Ehemalige Achterbahnen
| Name                                          | Typ             | Hersteller  | Eröffnungsjahr | Schließungsjahr |
| --------------------------------------------- | --------------- | ----------- | -------------- | --------------- |
| Atomic / アトミックコースター                 | Shuttle Coaster | Senyo Kogyo | 1980           | 2009            |
| Water Roller Coaster / 水上ジェットコースター | Stahlachterbahn | unbekannt   | unbekannt      | unbekannt       |